# Gelnica
Gelnica (in ungherese Gölnicbánya, in tedesco Göllnitz) è una città della Slovacchia, capoluogo del distretto omonimo, nella regione di Košice.